# 請負業者賠償責任保険
請負業者賠償責任保険（うけおいぎょうしゃばいしょうせきにんほけん）は主として、建設工事などの請負工事や警備・清掃・荷役などの請負作業を請け負った業者が、偶然な事故によりその業務遂行中に他人のケガをさせたり、他人の物を壊したりして賠償責任を負担した場合の損害をカバーする保険である。偶然な事故を担保するものであり、例えば、床に防護版を敷かずに事務所の什器の移動作業を行った場合に不可避的に発生する床の擦り傷は対象外である。
請負業者賠償責任保険は施設所有管理者賠償責任保険の特殊な形態と言える。施設所有管理者賠償責任保険は自ら行う業務、受託業務、請負業務を問わず広く対象としているが、この保険は主として請負工事・作業リスクを対象とし、従として（保険証券で特定する）現場事務所、小規模な仮設道路、現場から離れた資材置場・廃土処理場、作業員宿舎などの当該工事・作業を遂行するための施設リスクを対象としているところに特徴がある（注）。なお、工事現場や作業の対象物は保険証券で特定することは不要であるが、対象とする施設は保険証券に明記する必要がある。また、年間包括契約の場合、保険証券に明記することで、本社・事務所や工場等の施設リスクも対象とすることができる。
（注）施設所有管理者賠償責任保険とを見比べると、保険会社の填補責任の説明が「施設」と「仕事」の順番が逆である点に、主・従の関係が現れている。

## 被保険者
請負業者が被保険者となる。注文主の発注者責任を担保するために被保険者に加えることがあるが、その場合には、被保険者間の交差責任を担保するか予め協定することが必要である。また、同一工事場内で、複数の元請業者が作業する場合、他の元請業者の工事対象物や建築資材、その使用人に与えた損害を担保するか、予め協定することが必要である。

## 主な免責
- 被保険者が所有・使用・管理する財物に関するリスク　普通保険約款で免責とされているものであるが、実際の作業範囲や工事の進展によって範囲が不明確となることがあり、予め特定しておくことが重要である。
- 昇降機（エレベーター）に関するリスク　昇降機賠償責任保険の対象とし、この保険では対象外としている。
- 受託物に関するリスク　受託者賠償責任保険（自動車管理者賠償責任保険）の対象とし、この保険では対象外としている。
- 自動車、航空機の所有・使用・管理に関するリスク　自動車保険や航空保険の対象であるのでこの保険では対象外としている。ここで船舶が挙げられていないのは、資材の運搬に船舶が用いられる場合があるためであるが、少なくとも航行中の危険は免責とするなど特約が付されることがある。
- 仕事の結果に関するリスク　生産物賠償責任保険の対象とし、この保険では対象外としている。ただし、仕事の終了の時期が不明確である場合には、契約上明確にしておく必要がある。また、保険期間の終了時期を工事目的物の引渡し時期とすると、取り片づけや清掃に要した期間に起きた事故は無責となってしまうため、保険期間の終了時期はある程度余裕をもったスケジュールとする必要がある。

## 特殊な契約方法
施設所有管理者賠償責任保険で対象外とされる、被保険者が行う自主工事で小規模でないものについては、この保険で「請負工事」とあるところを「自主工事」と読み替える対応を行い、契約する。